# Sejfulla Malëshova
Sejfulla Malëshova vagy írói álnevén Lame Kodra (nevének ejtése sɛjfuɫa maləʃɔva; Përmet vidéke, 1901 – Fier, 1971. június 9.) albán kommunista politikus, költő. Az 1920-as évek második felétől szovjetunióbeli emigrációban, a Kommunista Internacionálé aktivistájaként az albán kommunista mozgalom szervezése volt a fő feladata. 1943-ban tért vissza hazájába, ahol a mozgalom egyik fő ideológusa, az Enver Hoxha nevével fémjelzett dogmatikus és erőszakos irányvonal fő ellenzéke lett. Bár 1944-től miniszteri pozíciókat kapott az egymásra következő kormányokban, és az Albániai Írók és Művészek Szövetsége alapító elnöke lett (1945), 1947-ben tisztségeitől megfosztották, és hátra lévő életét internáltként élte le.
Nevének gyakori írásmódja Sejfullah Malëshova.

## Életútja
Këlcyrai muszlim család szülötte. Vlorában járt ki egy török tanítási nyelvű iskolát, majd szülei a calabriai arberesek közé küldték, ahol a San Demetrio Corone-i arberes kollégiumot végezte el. Ezt követően megkezdte orvosi tanulmányait Rómában, de tanulmányait félbeszakítva hazatért Albániába, hogy részt vegyen hazája politikai életében.
Előbb 1922-ben – Tajar Zavalanival együtt – Xhafer Vila külügyminiszter, majd a haladó eszméket képviselő ellenzéki vezető, Fan Noli személyi titkára lett. 1924-ben Noli a júniusi forradalommal Albánia miniszterelnöke lett, de a forradalommal elűzött Amet Zogu hat hónap elteltével, 1924 decemberében visszaszerezte az ország feletti hatalmat. Noli és titkára, Malëshova 1924. december 27-én a vlorai kikötőben hajóra szállva elhagyta az országot.

### Emigrációban
Malëshova Párizsba ment, ahol csatlakozott a Francia Kommunista Párthoz. Innen csakhamar a Szovjetunióba távozott, ahol először Moszkvában filozófiát tanult és közelebbről megismerkedett a marxizmus tanaival. 1930-ban belépett a Szovjetunió Kommunista Pártjába (SZKP), de két év elteltével, az 1932-es tisztogatások során buharinizmus vádjával kizárták a pártból, és az elkövetkező éveket a Kaukázusban töltötte, kétkezi munkával keresve kenyerét. Rehabilitálását követően a moszkvai Lomonoszov Egyetemen tanított filozófiát, újra az SZKP tagja, egyúttal a Kommunista Internacionálé (Komintern) aktivistája lett.
A Komintern aktivistájaként és Ali Kelmendi munkatársaként egyik fő feladata az óhazában és emigrációban élő albán kommunisták szervezése volt. 1938-ban politikai nézetkülönbségeik okán jobboldali, burzsoá elhajlással vádolta meg a párizsi albán kommunisták egyik prominens vezetőjét, Llazar Fundót. Elmérgesedett viszályuk során Malëshova megkísérelte a Szovjetunióba rendelt, „az ügyet eláruló” ellenfelét elfogatni és elítéltetni, de Fundo végül a bolgár kommunista vezető, Georgi Dimitrov közbelépésének köszönhetően sértetlenül térhetett vissza Párizsba.

### A második világháború éveiben
Malëshova csaknem két évtizedes emigrációt követően tért haza Albániába, az egyes források szerint 1943 tavaszán vagy 1943 júniusában. Az előző évi, 1942. szeptemberi pezai konferencián megalakított Nemzeti Felszabadítási Mozgalom tíztagú főtanácsába távollétében is beválasztották, ami jól jelzi Malëshova politikai-ideológiai fontosságát az albán kommunista mozgalom megszületése körüli időkben. Már hazatérte után, 1943. július 4-én, a második labinoti konferencián a Nemzeti Felszabadítási Hadsereg vezérkarának tagja lett. Fő feladata a hadsereg mellé rendelt agitációs és propagandaosztály vezetése lett. Az 1944. május 28-án a përmeti kongresszuson megalakult ideiglenes végrehajtó testületben, a Nemzeti Felszabadítás Antifasiszta Tanácsában az agitációs és propagandaügyi biztosi feladatokkal bízták meg.

### A kommunista hatalom első éveiben
A Szovjetunióban és a Komintern szervezetében eltöltött évei és tapasztalata alkalmassá tették Malëshovát, a számára kiszabott agitpropfeladatok pedig lehetőséget biztosítottak neki arra, hogy az Albán Kommunista Párt ideológiai vonalának egyik legfőbb alakítója legyen. Egyúttal már e korai években kiéleződtek az ellentétek közte és a később győzedelmesen felülkerekedő, Enver Hoxha nevével fémjelzett irányvonal képviselői között. Malëshova és Nako Spiru a központi bizottság 1944. november 23-ai berati ülésén már-már köztörvényes bűnökkel, terrorral vádolták meg Hoxhát. A kommunista hatalomátvételt követően a fővárosban, Tiranában sorra került kivégzéshullám kapcsán ismét felemelte hangját, ostorozta a kommunista pártvezetés terrorista tendenciáit.
A pártnak azonban még szüksége volt Malëshova szolgálataira. Az 1944. október 23-án Beratban megalakult ideiglenes nemzeti kormányban a sajtó-, propagandaügyi és népművelési miniszteri posztot kapta, az 1946. március 22-én megalakult első Hoxha-kormányban pedig az oktatásügyi tárcát kapta meg. Malëshova a világháború utáni első nemzetgyűlés 1946. március 25-ei alakuló ülésén képviselőként esküdött fel. További jelentős közéleti szerepvállalása volt, amikor 1945. október 7-én elnökletével megalakult az Albániai Írók és Művészek Szövetsége.
Politikusként Malëshovát a dogmatikus irányvonallal szemben relatív nyitottság, egyfajta idealizmus, liberalizmus és kompromisszumra való hajlam jellemezte. Az albán külpolitikában a semlegesség elvét szorgalmazta, Kelet és Nyugat felé egyaránt nyitni kívánt, hevesen ellenezte a Nyugattal szakítani kívánó külpolitikai orientációt, a jugoszláv kommunistáknak az Albán Kommunista Párt feletti basáskodását pedig nyugtalanítónak tartotta. Belpolitikai téren a nemzeti egység érdekében az osztályharc mérséklésének, a népfrontos politika kialakításának híve volt. Ellenezte a világháború előtti albán irodalmárok reakciósokként, a nagyobb földterületen gazdálkodó parasztok kulákokként való megbélyegzését. A gazdaságszervezés területén a magánvállalkozások fennmaradását szorgalmazta állami felügyelet mellett. A kommunista párton belül az Enver Hoxha képviselte irányvonallal szembehelyezkedő haladó frakció vezéralakja lett, miután azonban a jugoszláv kommunisták által támogatott, vonalas-dogmatikus Koçi Xoxe-szárny végleg felülkerekedett az ideológiai harcban, Malëshova fokozatosan kegyvesztetté vált.

### Politikai bukása
A párt központi bizottságának 1946. február 21-ei, ötödik plénumán párttársai jobboldali elhajlással, Nyugat-barátsággal és opportunizmussal vádolták meg, 1947. május 6-án pedig miniszteri posztjáról, képviselői mandátumáról lemondatták, a központi bizottságból kizárták. Előbb Ballshba, majd két-három év elteltével Fierbe internálták, ahol raktárkezelőként élte le életét. A visszaemlékezések szerint teljes visszavonultságban élt, egyetlen szórakozása a fieri gyerekekkel való futballozás volt. A későbbi évtizedek párttörténeti kézikönyveiben Malëshova már úgy jelent meg, mint a jugoszláv érdekek kiszolgálója, Tito ügynöke, aki a párton belül puccsot szervezett Enver Hoxha ellen. Az állami történetírás cinikus módon a vele élesen szembenálló, Malëshova bukását megszervező, de később szintén kegyvesztetté vált és kivégzett Koçi Xoxe elvtársaként könyvelte el.
Halálát vakbélgyulladás okozta, temetésén a rendszerre jellemző általános félelem miatt rokonai és barátai sem mertek megjelenni. Utolsó útjára a sírásón kívül nővére és az államrendőrség, a Sigurimi két ügynöke kísérte el.

## Költői és irodalomszervezői munkássága
Költeményeinek nagy részét az 1920-as–1940-es években, emigrációban írta Lame Kodra álnéven. Versei többnyire a lázadó hangvételű társadalmi líra műfajában fogantak. Gyűjteményes kiadásuk 1945-ben Tiranában jelent meg Vjersha (’Versek’) címmel.
Az 1947 októberében megalakult Albániai Írók és Művészek Szövetsége elnökeként a Bota e Re (’Új Világ’) című irodalmi folyóirat szerkesztője volt. A lapban olyan, a világháború előtt alkotott, opportunistaként vagy reakciósként elkönyvelt albán költők és írók munkáit kívánta megjelentetni, mint Fan Noli, Faik Konica vagy Gjergj Fishta. Emellett írószövetségi elnökként különlevélben fordult az amerikai elnökhöz és a brit miniszterelnökhöz, hogy az új albániai kormány elismerését, a diplomáciai kapcsolatok felvételét szorgalmazza. Ezekkel a lépéseivel jelentős mértékben siettette saját politikai bukását.